# Spectravideo SV-328 i SV-318
Spectravideo SV-328 i SV-318 – komputery ośmiobitowe produkowane przez przedsiębiorstwo Spectravideo International Ltd w latach 80. XX wieku. SV-318 był tańszą wersją z mniejszą ilością pamięci RAM i gorszą klawiaturą. Specyfikacja SV-328 posłużyła za podstawę do zdefiniowania standardu MSX, aczkolwiek ten komputer nie był z nim kompatybilny.
Po dokupieniu zewnętrznych adapterów, komputery mogły uruchamiać programy przeznaczone dla konsoli ColecoVision  i komputerów MSX.

## Specyfikacja techniczna

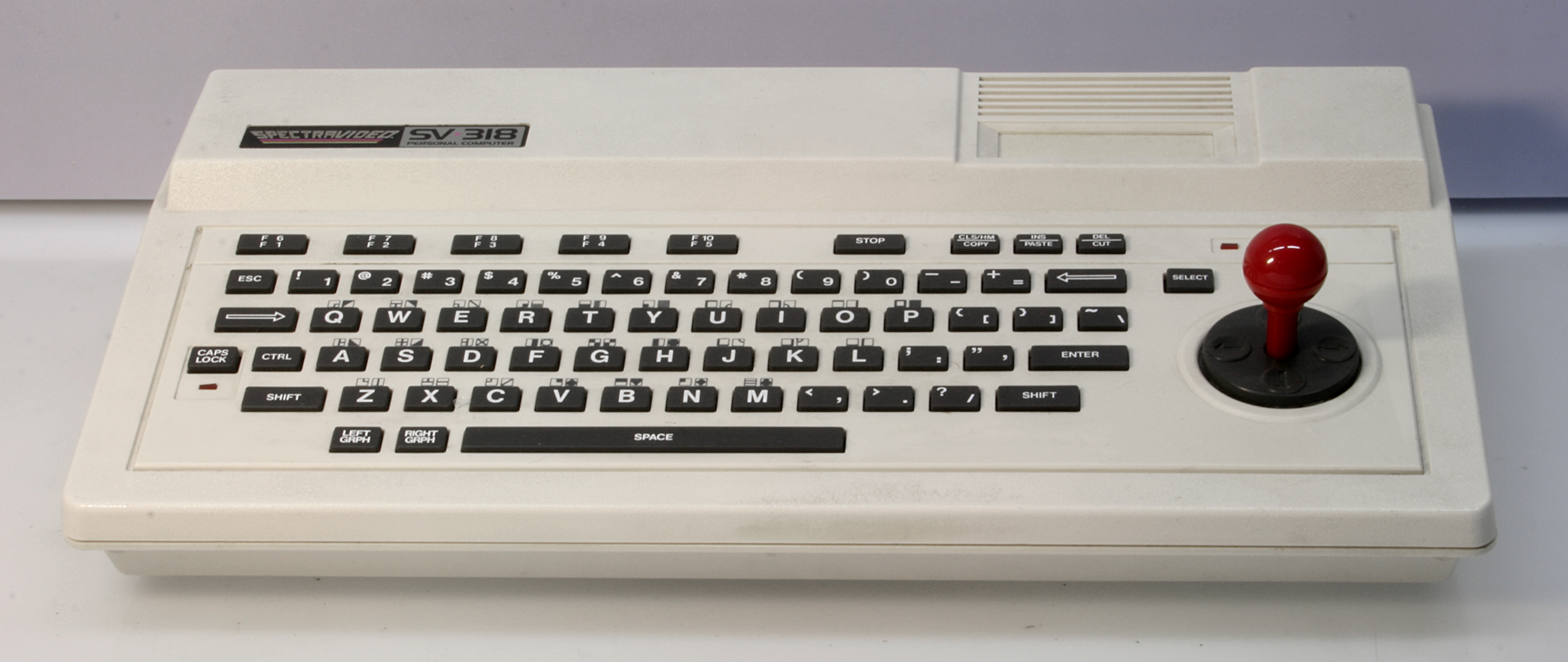
Spectravideo SV-318

SV-328 wyposażony był w pełnowymiarową klawiaturę QWERTY z blokiem numerycznym. Klawiatura w SV-318 była gorsza, podobna do tych używanych w kalkulatorach, bez bloku numerycznego. Wyposażona była w dżojstik, który po zdemontowaniu odsłaniał klawisze kursora. Parametry techniczne obu modeli, poza wielkością pamięci RAM, były identyczne.
Komputery zbudowane były w oparciu o procesor Zilog Z80   taktowany zegarem 3,58 MHz. Pamięć stanowiło 80 KiB RAM dla SV-328 lub 32 KiB dla SV-318 w tym 16 KiB osobnej pamięci video. W 32 KiB ROM znajdował się interpreter Microsoft Extended BASIC (16 KiB) oraz procedury systemowe (16 KiB).
Za generowanie obrazu odpowiadał układ Texas Instruments TMS9918 (lub TMS9929). Umożliwiał generowanie obrazu w trybach:
- 256×192 pikseli w 16 kolorach
- 40×24 znaków; znaki definiowane w matrycy 6×8 pikseli
- 32×24 znaków; znaki definiowane w matrycy 8×8 pikseli

Dodatkowo możliwe było generowanie 32 sprite’ów, maksymalnie 4 w linii. Układ nie obsługiwał sprzętowego przewijania obrazu.
Komputer generował dźwięk w 3 niezależnych kanałach przy użyciu układu General Instrument AY-3-8910.
W 1984 roku pojawiła się wersja SVI-328 MKII z przeprojektowaną płytą główną. Układy TTL zastąpiono programowalnymi układami ULA. Parametry komputera pozostały niezmienione.

### Złącza
- gniazdo kartridża
- 2 gniazda do podłączenia dżojstików lub tabletu
- gniazdo zasilania
- port rozszerzeń
- port magnetofonu
- port do podłączenia TV lub monitora

Obraz na telewizorze możliwy do uzyskania po podłączeniu zewnętrznego modulatora (w zestawie).

## Urządzenia peryferyjne
By podłączyć dodatkowe urządzenia, należało do szyny rozszerzeń podpiąć ekspander . Producent oferował 3 warianty:
- SV-602 mini ekspander dla 1 karty rozszerzeń
- SV-605 super ekspander z wbudowaną jedną lub dwoma stacjami dysków 5¼″ (SV-605A)[13]
- SV-601 ekspander z 7 slotami

Wraz z ekspanderem SV-605 rozprowadzany był system operacyjny CP/M 2.2 i dyskietka z Extended Basic.

### Karty rozszerzeń wymagające expandera
- SV-701 modem
- SV-806 karta graficzna oferująca tryb 80 znaków w linii
- SV-802 interfejs Centronics do podłączenia drukarki
- SV-803 rozszerzenie pamięci 16 KiB
- SV-804 rozszerzenie pamięci 32 KiB
- SV-807 rozszerzenie pamięci 64 KiB
- SV-805 interfejs szeregowy RS232
- SV-801 kontroller stacji dysków

### Inne

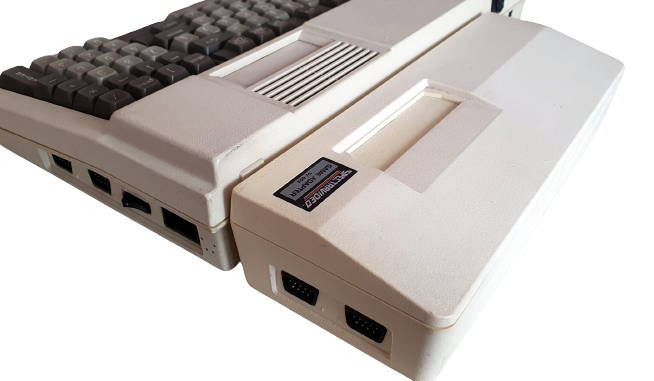
Adapter gier ColecoVision podłączony do SVI-328 MKII.

- SV-603 adapter kartridży ColecoVision
- SV-606 adapter gier MSX; umożliwia urchamianie gier dla komputerów MSX na kartridżu lub kasecie, posiada 2 gniazda dla dżojstików[3]
- SV-901 drukarka; 80 znaków w linii
- SV-902 zewnętrzna stacja dysków
- SV-903 magnetofon
- SV-105 tablet